# Кокрел Хил (Тексас)
Кокрел Хил (енгл. Cockrell Hill) град је у америчкој савезној држави Тексас. По попису становништва из 2010. у њему је живело 4.193 становника.

## Демографија
Према попису становништва из 2010. у граду је живело 4.193 становника, што је 250 (5,6%) становника мање него 2000. године.
| Група             | 2000.         | 2010.         |
| Белци             | 573 (12,9%)   | 315 (7,5%)    |
| Афроамериканци    | 74 (1,7%)     | 62 (1,5%)     |
| Азијати           | 10 (0,2%)     | 22 (0,5%)     |
| Хиспаноамериканци | 3.739 (84,2%) | 3.804 (90,7%) |
| Укупно            | 4.443         | 4.193         |